# Шуваев, Георгий Иванович
Георгий Иванович Шуваев (6 мая 1969, Старый Оскол, РСФСР, СССР — 1 октября 2022, Харьковская область, Украина) — российский военнослужащий, полковник. Герой Российской Федерации (2022, посмертно).

## Биография
Сын офицера-ветерана Великой Отечественной войны и медсестры. В 12 лет потерял отца. Окончил с серебряной медалью старооскольскую среднюю общеобразовательную школу № 5. В 1986—1991 годах — курсант Ленинградского высшего артиллерийского командного училища (ЛВАКУ). После окончания училища был направлен в Туркестанский военный округ, однако не хотел принимать присягу другой страны, поэтому в том же году подал рапорт Министерству обороны России о переводе в ВС РФ. Служил на командных должностях в разных ракетно-артиллерийских частях, начиная с командира взвода. В 2000 году окончил Михайловскую военную артиллерийскую академию. В 2013—2019 годах — командир 288-й артиллерийской бригады.
С 2019 года — начальник отдела ракетных войск и артиллерии 1-й гвардейской танковой армии. С 24 февраля 2022 года участвовал во вторжении на Украину. Участник боёв в Сумской и Харьковской областях. Погиб в бою.
31 октября похоронен на федеральном военном мемориале «Пантеон защитников Отечества» (Мытищи).
Указом президента от 14 декабря посмертно присвоено звание Героя России.
18 января 2023 года в Московской гордуме вдове и дочери передана медаль «Золотая Звезда».

## Санкции
За угрозу территориальной целостности и независимости Украины был включён в санкционный список всех стран Евросоюза, Великобритании, Швейцарии и Японии. После смерти Шуваева Евросоюз не стал продлевать введённые против него санкции.

## Обвинения в военных преступлениях
Согласно данным Главного управления разведки Министерства обороны Украины, Шуваев был причастен к планированию применения артиллерийскими подразделениями 1-й танковой армии тяжелого наступательного вооружения неизбирательного действия при обстрелах населенных пунктов Сумской и Харьковской областей, что привело к значительным жертвам среди мирного населения.

## Награды
- Герой Российской Федерации (2022, посмертно) — «за мужество и героизм, проявленные при исполнении воинского долга»;
- Орден Мужества;
- Медаль ордена «За заслуги перед Отечеством» 2-й степени;
- Медаль «За отличие в воинской службе» 2-й степени (СССР);
- Медаль «За отличие в военной службе» 3-й, 2-й и 1-й степени;
- Медаль «За воинскую доблесть» 2-й и 1-й степени.